# Ейвон (Нью-Йорк)
Ейвон (англ. Avon) — переписна місцевість (CDP) в США, в окрузі Лівінгстон штату Нью-Йорк. Населення — 6939 осіб (2020).

### Клімат
| Клімат : Ейвон | Клімат : Ейвон | Клімат : Ейвон | Клімат : Ейвон | Клімат : Ейвон | Клімат : Ейвон | Клімат : Ейвон | Клімат : Ейвон | Клімат : Ейвон | Клімат : Ейвон | Клімат : Ейвон | Клімат : Ейвон | Клімат : Ейвон | Клімат : Ейвон |
| Показник | Січ.           | Лют.           | Бер.           | Квіт.          | Трав.          | Черв.          | Лип.           | Серп.          | Вер.           | Жовт.          | Лист.          | Груд.          | Рік            |
| Абсолютний максимум, °C | 20,0           | 22,2           | 28,9           | 32,8           | 35,0           | 37,8           | 39,4           | 37,2           | 36,7           | 32,2           | 25,6           | 21,7           | 39,4           |
| Середній максимум, °C | 0,1            | 1,4            | 6,1            | 13,6           | 20,2           | 25,2           | 27,5           | 26,5           | 22,5           | 15,9           | 9,3            | 2,8            | 14,3           |
| Середній мінімум, °C | −8,8           | −8,3           | −4,6           | 1,6            | 7,2            | 12,9           | 15,3           | 14,2           | 10,1           | 4,3            | −0,1           | −5,3           | 3,3            |
| Абсолютний мінімум, °C | −31,7          | −34,4          | −24,4          | −15,6          | −12,2          | 0,6            | 2,8            | 2,2            | −3,9           | −10            | −18,9          | −28,9          | −34,4          |
| Норма опадів, мм | 47             | 41             | 61             | 68             | 71             | 83             | 86             | 87             | 85             | 68             | 69             | 54             | 820            |
| Днів з опадами | 14,0           | 11,8           | 12,5           | 12,3           | 11,8           | 11,7           | 11,4           | 11,0           | 11,6           | 12,7           | 12,9           | 13,5           | 147,2          |
| Днів зі снігом | 9,6            | 7,5            | 5,3            | 1,4            | 0,1            | 0,0            | 0,0            | 0,0            | 0,0            | 0,1            | 2,3            | 7,0            | 33,3           |
| --- | -------------- | -------------- | -------------- | -------------- | -------------- | -------------- | -------------- | -------------- | -------------- | -------------- | -------------- | -------------- | -------------- |
| Джерело: SERCC Nowdata (extremes) 1895-2017 Other information NCDC 1981-2010 normals https://www.ncei.noaa.gov/orders/cdo/1049023.pdf |                |                |                |                |                |                |                |                |                |                |                |                |                |

## Демографія
Згідно з переписом 2010 року, у місті мешкали 7164 особи в 2983 домогосподарствах у складі 1932 родин. Було 3115 помешкань
Расовий склад населення:
| - 95,3 % — білих - 1,0 % — чорних або афроамериканців - 1,0 % — азіатів - 0,3 % — корінних американців |

До двох чи більше рас належало 1,6 %. Частка іспаномовних становила 2,5 % від усіх жителів.
За віковим діапазоном населення розподілялося таким чином: 21,8 % — особи молодші 18 років, 62,4 % — особи у віці 18—64 років, 15,8 % — особи у віці 65 років та старші. Медіана віку мешканця становила 42,6 року. На 100 осіб жіночої статі у місті припадало 96,9 чоловіків;  на 100 жінок у віці від 18 років та старших — 94,0 чоловіків також старших 18 років.
Середній дохід на одне домашнє господарство  становив 68 109 доларів США (медіана — 55 050), а середній дохід на одну сім'ю — 84 696 доларів (медіана — 78 452). Медіана доходів становила 42 283 долари для чоловіків та 45 196 доларів для жінок. За межею бідності перебувало 7,9 % осіб, у тому числі 10,4 % дітей у віці до 18 років та 5,1 % осіб у віці 65 років та старших.
Цивільне працевлаштоване населення становило 3805 осіб. Основні галузі зайнятості: освіта, охорона здоров'я та соціальна допомога — 28,1 %, виробництво — 16,4 %, науковці, спеціалісти, менеджери — 10,7 %, роздрібна торгівля — 10,0 %.